# 郷野聡寛
郷野 聡寛（ごうの あきひろ、1974年10月7日 - ）は、日本の男性総合格闘家、キックボクサー。東京都東久留米市出身。GRABAKA所属。東京都立小平高等学校卒業。元全日本キックボクシング連盟ヘビー級王者。
ニックネームは「難攻不落のビッグマウス」
PRIDEでは、踊りやコスプレでの華やかな入場パフォーマンスで人気を博した。

## 来歴
幼い頃は野球をしていたが、リングスの影響で18歳でスポーツ会館のサンボに入門した。
1995年10月13日、ザ・トーナメント・オブ・J '95のトーナメントに出場し、1回戦で村上一成（現・村上和成）に右ハイキックでKO勝ち。準決勝ではイーゲン井上に腕ひしぎ十字固めで一本負け。
1996年3月30日、ザ・トーナメント・オブ・J '96で村上一成と再戦し、判定負け。
1996年5月7日、修斗でプロデビューを果たした。修斗時代には類稀なるセンスが光り、「総合格闘技の申し子」と称された。
1999年5月29日、修斗でマット・ヒューズと対戦し、判定負け。
2001年5月、菊田早苗率いる「GRABAKA」に移籍した。

### パンクラス
2001年10月、パンクラスでKEI山宮にKO勝ち。試合後パンクラスismの選手達を挑発。
2001年12月、グラバカとパンクラスismとの対抗戦で近藤有己にTKO負け。
2002年12月21日、パンクラスでKEI山宮と対戦し、KO勝ちを収めた。
2003年2月16日、パンクラスでチェール・ソネンと対戦し、0-0の判定ドロー。

### PRIDE
2004年2月15日、PRIDE初参戦となったPRIDE 武士道 -其の弐-でマウリシオ・ショーグンと対戦し、KO負け。
2005年1月4日、全日本キックボクシング連盟 『SURVIVOR』でキックボクシングルールに初挑戦。全日本ヘビー級王座挑戦者決定戦をコンボイ山下と対戦。1Rには左ハイキック、3Rには左フックでダウンを奪い、大差の判定勝ち。
2005年2月6日、全日本キックボクシング連盟『MOVING』で王者西田和嗣と全日本ヘビー級タイトルマッチで対戦し、4Rに右ストレートでKO勝ちを収め王座獲得に成功した（その後、2007年4月1日付けで返上）。
2005年3月6日、パンクラスで行われた全日本キックボクシング連盟公式試合で桜木裕司と対戦。2Rにカウンターの右ストレートでKO負け。
2005年5月2日、所属するGRABAKAがパンクラスから独立。
2005年5月22日、PRIDE 武士道 -其の七-でクラウスレイ・グレイシーと対戦し、判定勝ち。
2005年9月25日、PRIDE 武士道 -其の九-のウェルター級（-83kg）トーナメント1回戦でダニエル・アカーシオに得意の戦術で判定勝ちするも、準決勝でダン・ヘンダーソンに右フックでKO負け。また、ダンとの試合で顎を骨折し、ボルトで固定する手術を受けた。
2006年4月2日、PRIDE 武士道 -其の拾-に出場してキム・デウォンと対戦し、1R腕ひしぎ十字固めで一本勝ちを収めた。
2006年6月4日、PRIDE 武士道 -其の十一- ウェルター級グランプリ 2006 開幕戦では、ヘクター・ロンバードを翻弄し、判定勝利を飾る。2回戦となる8月26日のPRIDE 武士道 -其の十二- ウェルター級グランプリ 2006 2nd ROUNDでは、ゲガール・ムサシと対戦し2Rに腕ひしぎ十字固めで一本勝ち、準決勝に駒を進めた。
2006年11月5日、PRIDE 武士道 -其の十三- ウェルター級グランプリ 2006 決勝戦では、準決勝でデニス・カーンと対戦し、3R判定負けを喫した。
2006年12月31日、PRIDE 男祭り 2006で、2001年12月の対戦以来5年ぶりとなる近藤有己とのリベンジマッチを行う。序盤にパンチを放った際に右手を骨折してしまい右手がほとんど使えない状態となるが、近藤に有効打を許さず、判定勝ち。リベンジを果たした。しかし、2005年のダン戦で埋め込まれていたボルト除去およびに視力矯正の手術を受けるため、戦線離脱を余儀なくされた。

### UFC
2007年11月17日、UFC初参戦となったUFC 78でタムダン・マクローリーに腕ひしぎ十字固めで一本勝ち。白星デビューとなった。また、サブミッション・オブ・ザ・ナイトを受賞した。
2008年3月1日、UFC 82でジョン・フィッチと対戦予定であったが、1月に右手を負傷し出場をキャンセル。2月上旬に手術を行った。10月18日のUFC 89にて復帰し、ダン・ハーディーと接戦するも1-2の僅差で判定負け。3RにはUFCで禁止されているグラウンド状態の相手への打撃を行ったことで減点1を受けていた。
2009年1月31日、UFC 94でジョン・フィッチと対戦し、3R判定負けを喫した。

### 戦極（SRC）
2009年6月9日、都内ホテルで行われた記者会見で、戦極に参戦することを表明した。
2009年8月2日、戦極初参戦となった戦極 〜第九陣〜でダン・ホーンバックルと対戦し、3Rに右ハイキックを顔面に受け失神KO負けを喫した。そのまま担架で病院に運ばれるほどのダメージであった。
2009年12月31日、Dynamite!! 〜勇気のチカラ2009〜のDREAM vs SRC 対抗戦で桜井"マッハ"速人と対戦し、腕ひしぎ十字固めで2R一本勝ちを収めた。入場時には氣志團のコスプレをして、綾小路翔を従え『One Night Carnival』で入場した。
2010年3月7日、SRC12でディエゴ・ゴンザレスと対戦し、判定勝ち。
2010年7月3日、自身のブログにて同日付けでGRABAKAを退団したことを発表した。
2010年8月22日、ライト級転向初戦となったSRC14でジャダンバ・ナラントンガラグと対戦し、0-3の判定負けを喫した。なお、ライト級に下げれば再契約も可能というオファーをこの時期にUFCから受けており、階級変更はそのための準備として実施したものであった。（階級変更を受け入れればそのままUFCと契約可能であったが、本人の意思でUFC復帰前にライト級の試合を何戦か行う方針をとっていた）。
2010年12月30日の戦極 Soul of Fightに出場予定であったが、練習中に右足小指を骨折し欠場となった。

### 戦極解散後
2011年5月29日、NJKFのMuayThaiOpen 16でTHAI FIGHT 70kgトーナメント日本代表決定戦に出場し、準決勝で堤大輔、決勝で山崎陽一に判定勝ちし、優勝を果たした。
2011年8月7日、THAI FIGHT EXTREME JAPANでIT'S SHOWTIME73kg級王者ヨハン・リドンと対戦し、3Rにダウンを奪われ0-3の判定負けを喫した。
2012年2月18日、約2年振りの総合格闘技での試合となったDEEP 57で中村大介と対戦し判定負け。ライト級での試合であったが郷野は試合前日の計量で規定体重から900グラムオーバーしたためイエローカード二枚が提示された状態で試合が開始された。この敗戦により、階級変更を条件としたUFC復帰のオファーは白紙へと戻ってしまった。
2012年5月4日、Bellator初参戦となったBellator67で当時のBellatorライト級王者マイケル・チャンドラーと対戦し、1RTKO負けを喫した。試合後の記者会見では総合格闘技選手として引退することを発表した。
2013年4月26日、DEEP 62 IMPACTにてライト級から以前の階級（ウェルター級）に戻し総合格闘技に復帰した。
2014年5月1日、The Hill Fighters 1に出場し、肩固めで一本勝ちを収めた。この試合よりアンドレ・ベンケイ率いるブラジルのOxy Gym Fight Team の所属選手として活動していくことを発表した。
2015年3月21日、自身のブログにてブラジルのOxy Gym Fight Team解散に伴い、アンドレ・ベンケイ率いるBenkei MMA System所属となったことを発表した。
2017年8月10日、13年ぶりにパンクラスに参戦する事が発表された、その際に所属ジムが古巣のGRABAKA所属に戻った事が明らかになった。
2017年10月8日、PANCRASE 290にてアキラと対戦し、判定負けを喫した。

## 人物・エピソード
- 相手のパンチをかわす高いディフェンス技術が最大の武器。巧みに相手との間合いをとり、試合時間をフル活用して相手をじわじわと追い詰めるライツアウト（Lights out）戦法で身体能力の高い外国人選手とも互角に渡り合う。身体能力の差を埋めるこの戦法を「弱者の戦略」と自称している。
- 親交のあるDJ OZMAを模したDJ GOZMAを名乗って派手な入場パフォーマンスを行っている。
- 1歳の頃、小児癌（肝芽腫）にかかり[13]、当時の生存率がほぼ0%という状況の中で大手術を受け奇跡の生還を果たしている（右の腹部に手術痕が残っている）。そういった肉体的ハンデを乗り越えて、強さの象徴である総合格闘技で成功を収めている。そして現在、同じ病気にかかっている子供の会に参加したり、会の親子を試合に招待し、子供のヒーローになりたいと思っている。
- ボクシング世界王者ロイ・ジョーンズ・ジュニアを尊敬しており、ファイトスタイルの参考にしている。試合時のトランクス前部に「ROY JONES JR」の文字を入れていたこともある[14]。トランクス後部にはジェームズ・トニーのニックネームである「LIGHTS OUT」の文字を入れていた。

## 戦績

### 総合格闘技
| 総合格闘技 戦績 | 総合格闘技 戦績 | 総合格闘技 戦績 | 総合格闘技 戦績 | 総合格闘技 戦績 | 総合格闘技 戦績 | 総合格闘技 戦績 |
| --------------- | --------------- | --------------- | --------------- | --------------- | --------------- | --------------- |
| 69 試合         | (T)KO           | 一本            | 判定            | その他          | 引き分け        | 無効試合        |
| 37 勝           | 7               | 9               | 20              | 1               | 8               | 0               |
| 24 敗           | 8               | 4               | 12              | 0               | 8               | 0               |

| 勝敗 | 対戦相手                     | 試合結果                           | 大会名                                                                     | 開催年月日     |
|      | 近藤有己                     | 試合前                             | DEEP 127 IMPACT                                                            | 2025年9月15日  |
| ○    | 井土徹也                     | 5分3R終了 判定3-0                  | GLEAT ver.MEGA                                                             | 2023年8月4日   |
| ×    | 近藤有己                     | 3分3R終了 判定0-3                  | PANCRASE 305                                                               | 2019年5月26日  |
| ×    | アドリアーノ・バウビ         | 5分3R終了 判定1-2                  | REBEL FC 7                                                                 | 2018年4月29日  |
| ○    | 脇本恭平                     | 5分3R終了 判定2-1                  | PANCRASE 293                                                               | 2018年2月4日   |
| ×    | アキラ                       | 5分3R終了 判定0-3                  | PANCRASE 290                                                               | 2017年10月8日  |
| ×    | キリーズ・モタ               | 3R 1:56 TKO                        | Fight 2 Night 2                                                            | 2017年4月28日  |
| ○    | アフマト・アフメドフ         | 5分2R終了 判定2-1                  | REAL FIGHT CHAMPIONSHIP 5 【ライト級王座決定トーナメント1回戦】            | 2016年6月12日  |
| ×    | ミロスラヴ・ストロバク       | 2R 2:42 KO（右アッパー→パウンド）  | WSOF GC 2: Japan 1                                                         | 2016年2月7日   |
| ○    | アンドレ・ジ・ジェズス       | 5分3R終了 判定2-1                  | The Hill Fighters 2                                                        | 2014年7月12日  |
| ○    | エドゥアルド・ギャルボン     | 3R 4:58 肩固め                     | The Hill Fighters 1                                                        | 2014年5月1日   |
| △    | 岡野裕城                     | 5分3R終了 判定1-1                  | DEEP CAGE IMPACT 2013 in TDC HALL                                          | 2013年11月24日 |
| ×    | 奥野"轟天"泰舗               | 2R 2:07 TKO（左フック）            | DEEP 62 IMPACT                                                             | 2013年4月26日  |
| ×    | マイケル・チャンドラー       | 1R 0:56 TKO（パウンド）            | Bellator 67                                                                | 2012年5月4日   |
| ×    | 中村大介                     | 5分3R終了 判定0-3                  | DEEP 57 IMPACT 〜12年目の現実〜                                            | 2012年2月18日  |
| ×    | ジャダンバ・ナラントンガラグ | 5分3R終了 判定0-3                  | SRC14                                                                      | 2010年8月22日  |
| ○    | ディエゴ・ゴンザレス         | 5分3R終了 判定3-0                  | SRC12                                                                      | 2010年3月7日   |
| ○    | 桜井"マッハ"速人             | 2R 3:56 腕ひしぎ十字固め           | Dynamite!! 〜勇気のチカラ2009〜                                            | 2009年12月31日 |
| ○    | 辛拉麺                       | 5分3R終了 判定3-0                  | 戦極 〜第十一陣〜                                                          | 2009年11月7日  |
| ×    | ダン・ホーンバックル         | 3R 2:50 KO（右ハイキック）         | 戦極 〜第九陣〜                                                            | 2009年8月2日   |
| ×    | ジョン・フィッチ             | 5分3R終了 判定0-3                  | UFC 94: St-Pierre vs. Penn 2                                               | 2009年1月31日  |
| ×    | ダン・ハーディー             | 5分3R終了 判定1-2                  | UFC 89: Bisping vs. Leben                                                  | 2008年10月18日 |
| ○    | タムダン・マクローリー       | 2R 3:19 腕ひしぎ十字固め           | UFC 78: Validation                                                         | 2007年11月17日 |
| ○    | 近藤有己                     | 2R（10分/5分）終了 判定2-1         | PRIDE 男祭り 2006 -FUMETSU-                                                | 2006年12月31日 |
| ×    | デニス・カーン               | 2R（10分/5分）終了 判定0-3         | PRIDE 武士道 -其の十三- 【ウェルター級グランプリ 準決勝】                  | 2006年11月5日  |
| ○    | ゲガール・ムサシ             | 2R 4:17 腕ひしぎ十字固め           | PRIDE 武士道 -其の十二- 【ウェルター級グランプリ 2回戦】                   | 2006年8月26日  |
| ○    | ヘクター・ロンバード         | 2R（10分/5分）終了 判定3-0         | PRIDE 武士道 -其の十一- 【ウェルター級グランプリ 1回戦】                   | 2006年6月4日   |
| ○    | キム・デウォン               | 1R 9:00 腕ひしぎ十字固め           | PRIDE 武士道 -其の拾-                                                      | 2006年4月2日   |
| ×    | ダン・ヘンダーソン           | 1R 7:58 KO（右フック）             | PRIDE 武士道 -其の九- 【ウェルター級トーナメント 準決勝】                  | 2005年9月25日  |
| ○    | ダニエル・アカーシオ         | 2R（10分/5分）終了 判定3-0         | PRIDE 武士道 -其の九- 【ウェルター級トーナメント 1回戦】                   | 2005年9月25日  |
| ○    | クラウスレイ・グレイシー     | 2R（10分/5分）終了 判定3-0         | PRIDE 武士道 -其の七-                                                      | 2005年5月22日  |
| ○    | ティム・マッケンジー         | 2R 2:53 TKO（右フック）            | PANCRASE 2004 BRAVE TOUR                                                   | 2004年11月7日  |
| ○    | 栗原強                       | 1R 2:15 KO（右フック）             | PANCRASE 2004 BRAVE TOUR                                                   | 2004年6月22日  |
| ×    | マウリシオ・ショーグン       | 1R 9:04 KO（サッカーボールキック） | PRIDE 武士道 -其の弐-                                                      | 2004年2月15日  |
| ○    | ニルソン・デ・カストロ       | 5分3R終了 判定3-0                  | PANCRASE 2003 HYBRID TOUR                                                  | 2003年11月30日 |
| ○    | 渡辺大介                     | 2R 3:49 KO（左フック）             | PANCRASE 2003 HYBRID TOUR                                                  | 2003年10月31日 |
| ○    | ニルソン・デ・カストロ       | 1R 0:29 反則失格（ローブロー）     | PANCRASE 2003 HYBRID TOUR                                                  | 2003年8月31日  |
| ○    | フラービオ・モウラ           | 5分2R終了 判定2-0                  | PANCRASE 2003 HYBRID TOUR                                                  | 2003年5月18日  |
| ○    | クリストファー・ヘイズマン   | 5分2R+延長1R終了 判定2-0           | THE BATTLE FIELD ZST 2                                                     | 2003年3月9日   |
| △    | チェール・シェノン           | 5分2R終了 判定0-0                  | PANCRASE 2003 HYBRID TOUR                                                  | 2003年2月16日  |
| ○    | KEI山宮                      | 3R 3:49 TKO（右ストレート）        | PANCRASE 2002 SPIRIT TOUR                                                  | 2002年12月21日 |
| △    | 渋谷修身                     | 5分3R終了 判定0-0                  | PANCRASE 2002 SPIRIT TOUR                                                  | 2002年8月25日  |
| ○    | 窪田幸生                     | 5分3R終了 判定3-0                  | PANCRASE 2002 SPIRIT TOUR                                                  | 2002年5月11日  |
| ×    | 近藤有己                     | 3R 0:52 TKO（タオル投入）          | PANCRASE 2001 PROOF TOUR                                                   | 2001年12月1日  |
| ○    | KEI山宮                      | 5分3R終了 判定3-0                  | PANCRASE 2001 PROOF TOUR                                                   | 2001年10月30日 |
| △    | ダスティン・デニス           | 5分3R終了 判定1-0                  | DEEP2001 in YOKOHAMA                                                       | 2001年8月18日  |
| ○    | 渡辺大介                     | 2R 0:52 TKO（タオル投入）          | PANCRASE 2001 PROOF TOUR                                                   | 2001年6月26日  |
| △    | ムリーロ・ニンジャ           | 5分3R終了 判定1-0                  | 修斗 SHOOTO TO THE TOP                                                     | 2001年5月1日   |
| ○    | アイヴァン・サラベリー       | 1R 3:06 KO（右バックスピンキック） | 修斗 SHOOTO TO THE TOP                                                     | 2001年1月19日  |
| ○    | 須田匡昇                     | 5分3R終了 判定3-0                  | 修斗 R.E.A.D. 〜2000 SHOOTO〜 UM CAMINHO PARA O CAMPEAO チャンピオンへの道 | 2000年11月12日 |
| ○    | アンディ・ウォン             | 5分3R終了 判定3-0                  | 修斗 R.E.A.D. 〜2000 SHOOTO〜 UM CAMINHO PARA O CAMPEAO チャンピオンへの道 | 2000年5月22日  |
| △    | ラリー・パパドポロス         | 5分3R終了 判定0-1                  | 修斗 R.E.A.D. 〜2000 SHOOTO〜 UM CAMINHO PARA O CAMPEAO チャンピオンへの道 | 2000年1月14日  |
| ×    | ランス・ギブソン             | 5分3R終了 判定0-2                  | SuperBrawl 13                                                              | 1999年9月7日   |
| ×    | マット・ヒューズ             | 5分3R終了 判定0-3                  | 修斗 the Renaxis 1999 10years Anniversary                                  | 1999年5月29日  |
| △    | マルコス・シウバ             | 5分3R終了 判定1-0                  | 修斗 the Renaxis 1999 Devilock Fighters                                    | 1999年1月15日  |
| ○    | アドリアーノ・デ・スーザ     | 1R 2:46 腕ひしぎ十字固め           | 修斗                                                                       | 1998年11月27日 |
| ○    | マチュー・ロッカ             | 1R 3:12 腕ひしぎ十字固め           | 修斗 Shoot the Shooto XX                                                   | 1998年4月26日  |
| ×    | ラリー・パパドポロス         | 5分3R終了 判定1-2                  | 修斗                                                                       | 1997年10月12日 |
| △    | 中尾受太郎                   | 5分3R終了 判定0-1                  | 修斗                                                                       | 1997年6月25日  |
| ○    | 長野常道                     | 3分5R終了 判定3-0                  | 大道塾 THE WARS IV                                                         | 1997年3月11日  |
| ○    | 藤原正人                     | 3分4R終了 判定3-0                  | 修斗                                                                       | 1997年1月18日  |
| ×    | 草柳和宏                     | 4R 2:52 腕ひしぎ十字固め           | 修斗                                                                       | 1996年10月4日  |
| ○    | 須田匡昇                     | 4R 0:33 チョークスリーパー         | フリーファイト川崎                                                         | 1996年7月28日  |
| ×    | トッド・ビョーナサン         | 3R 1:12 腕ひしぎ十字固め           | 修斗                                                                       | 1996年5月7日   |
| ×    | 村上一成                     | 3分2R終了 判定                     | ザ・トーナメント・オブ・J '96 【2回戦】                                    | 1996年3月30日  |
| ○    | 割田康士                     | 1R 0:54 アキレス腱固め             | ザ・トーナメント・オブ・J '96 【1回戦】                                    | 1996年3月30日  |
| ○    | 土居龍晴                     | 3分2R終了 判定2-0                  | 大道塾 THE WARS III                                                        | 1996年2月17日  |
| ×    | イーゲン井上                 | 1R 1:33 腕ひしぎ十字固め           | ザ・トーナメント・オブ・J '95 【2回戦】                                    | 1995年10月13日 |
| ○    | 村上一成                     | 1R 2:25 KO（右ハイキック）         | ザ・トーナメント・オブ・J '95 【1回戦】                                    | 1995年10月13日 |
| ×    | 奥田康則                     | 1R 1:51 アンクルホールド           | ザ・トーナメント・オブ・J '94 【1回戦】                                    | 1994年4月23日  |

### グラップリング
| 勝敗 | 対戦相手                       | 試合結果                | 大会名                                  | 開催年月日     |
| ×    | ニーノ・"エルビス"・シェンブリ | 1:48 チョークスリーパー | ADCC 2001 【88kg未満級 1回戦】          | 2001年4月      |
| ×    | 竹内出                         | 5分終了 ポイント4-0     | ADCC 2000日本予選 【88kg未満級 準決勝】 | 2000年1月23日  |
| ○    | 五十嵐大介                     | 1:13 チョークスリーパー | ADCC 2000日本予選 【88kg未満級 2回戦】  | 2000年1月23日  |
| ○    | 豊永稔                         | 5分2R終了 判定28-27     | The CONTENDERS 2                        | 1999年10月17日 |
| ×    | ヒカルド・リボーリオ           | 10分終了 ポイント0-5    | ADCC 1999 【88kg未満級 1回戦】          | 1999年2月      |

### キックボクシング
| 勝敗 | 対戦相手                     | 試合結果                          | 大会名                                                                                               | 開催年月日     |
| ×    | 日菜太                       | 2R 2:34 KO (左ローキック)         | REBELS 47                                                                                            | 2016年11月30日 |
| ×    | ジョウ・ガン（周刚）         | 4R終了 延長判定0-3                | 英雄伝説 2016 【アジアトップキックボクシングチャンピオンシップ 中日対抗戦 72kg級トーナメント 1回戦】 | 2016年8月21日  |
| ×    | リュウ・ジンタオ（刘锦涛）   | 3R終了 判定0-3                    | 英雄伝説 2016 【アジアトップキックボクシングチャンピオンシップ 開幕戦 スーパーファイト 72kg級】      | 2016年7月9日   |
| ○    | 坂本優起                     | 3R終了 判定3-0                    | SHOOT BOXING 30th ANNIVERSARY “GROUND ZERO TOKYO 2015”                                               | 2015年12月1日  |
| ×    | ブルース・コドゥロン         | 5R終了 判定                       | World GBC Tour 9 【ISKAインターコンチネンタル 70kg級タイトルマッチ】                                 | 2015年10月10日 |
| ○    | シンバード・シットバン       | 4R終了 延長判定                   | 英雄伝説 2015 （HERO LEGENDS） 【英雄伝説アジア72kg級王座決定戦】                                    | 2015年8月28日  |
| ○    | ウー・スーハン（呉思翰）     | 4R終了 延長判定                   | 英雄伝説 2015 （HERO LEGENDS） 【アジアチャンピオンリーグ 中日72kg級トーナメント 決勝】              | 2015年7月24日  |
| ○    | ウェン・ジンダオ（文金都）   | 3R終了 判定3-0                    | 英雄伝説 2015 （HERO LEGENDS） 【アジアチャンピオンリーグ 中日72kg級トーナメント 準決勝】            | 2015年7月17日  |
| ○    | ソン・シャオチュウ（宋少秋） | 3R終了 判定3-0                    | 英雄伝説 2015 （HERO LEGENDS） 【アジアチャンピオンリーグ 中日72kg級トーナメント 1回戦】             | 2015年7月17日  |
| ○    | 平山迅                       | 3R終了 判定3-0                    | MuayThaiOpen 30                                                                                      | 2015年3月22日  |
| ×    | 鈴木悟                       | 1R 3:00 KO（レフェリーストップ）  | SHOOT BOXING WORLD TOURANAMENT S-cup2012 （リザーブマッチ）                                          | 2012年11月17日 |
| ×    | ボーウィー・ソーウドムソン   | 1R 2:15 TKO（レフェリーストップ） | SHOOT BOXING 2012～Road to S-cup～act.4 【S-cup日本代表枠最終査定試合】                              | 2012年9月17日  |
| ○    | “KID HMC” SAGE               | 3R終了 判定3-0                    | DEEP TOKYO IMPACT 2012 【S-cup査定試合】 SBルール                                                    | 2012年7月21日  |
| ×    | ヘンリー・オプスタル         | 3R終了 延長判定0－3               | SHOOT the SHOOTO 2011                                                                                | 2011年11月6日  |
| ×    | ヨハン・リドン               | 3R終了 判定0-3                    | THAI FIGHT EXTREME JAPAN                                                                             | 2011年8月7日   |
| ○    | 山崎陽一                     | 3R終了 判定3-0                    | MuayThaiOpen 16 【THAI FIGHT 70kgトーナメント日本代表決定戦 決勝】                                   | 2011年5月29日  |
| ○    | 堤大輔                       | 3R終了 判定3-0                    | MuayThaiOpen 16 【THAI FIGHT 70kgトーナメント日本代表決定戦 準決勝】                                 | 2011年5月29日  |
| ×    | 山本優弥                     | 3R終了 判定0-3                    | Krush初代王座決定トーナメント～Triple Final Round～ 【スーパーファイト】                             | 2011年4月30日  |
| ×    | 桜木裕司                     | 2R 1:17 KO（右ストレート）        | パンクラス PANCRASE 2005 SPIRAL TOUR 【全日本キックボクシング連盟公式試合】                          | 2005年3月6日   |
| ○    | 西田和嗣                     | 4R 1:33 KO（右ストレート）        | 全日本キックボクシング連盟「MOVING」 【全日本ヘビー級タイトルマッチ】                                | 2005年2月6日   |
| ○    | コンボイ山下                 | 3分3R終了 判定3-0                 | 全日本キックボクシング連盟「SURVIVOR」 【全日本ヘビー級王座挑戦者決定戦】                            | 2005年1月4日   |

## 獲得タイトル
- 武人杯格闘技選手権 重量級 優勝（1995年）
- 第3代全日本キックボクシング連盟ヘビー級王座（2005年）
- THAI FIGHT 70kgトーナメント日本代表決定戦 優勝（2011年）
- 英雄伝説アジアチャンピオンリーグ中日72kg級トーナメント 優勝（2015年）
- 英雄伝説アジア72kg級王座（2015年）

## 表彰
- UFC サブミッション・オブ・ザ・ナイト（1回）